# Kings Cross
Kings Cross (o The Cross in gergo) è una località di Sydney, Nuovo Galles del Sud, Australia. Si trova approssimativamente nella parte orientale a due chilometri dal distretto finanziario della città (noto anche come The City). È formato dai quartieri di Potts Point, Elizabeth Bay, Rushcutters e Darlinghurst.
L'area è conosciuta come quartiere a luci rosse di Sydney. In passato sorgevano cinema e grandi teatri ma, dopo la Seconda guerra mondiale, la zona ha subito l'influenza delle truppe stabilite nella vicina base navale di Garden Island. Attualmente l'area è predominata da bar, ristoranti, locali notturni, strip club e librerie per adulti.

## Storia
Il quartiere di Kings Kross non ha una storia precisa ma è stata realizzata una serie (Underbelly) che parla di cosa sia successo lì tra il 1970 e il 1999. La serie descrive i vari avvenimenti e le persone che hanno avuto un ruolo rilevante a King Kross, in particolare della corruzione nel dipartimento di polizia.

## Popolazione
È l'area maggiormente popolata dell'Australia, con circa ventimila abitanti per 1.4km².

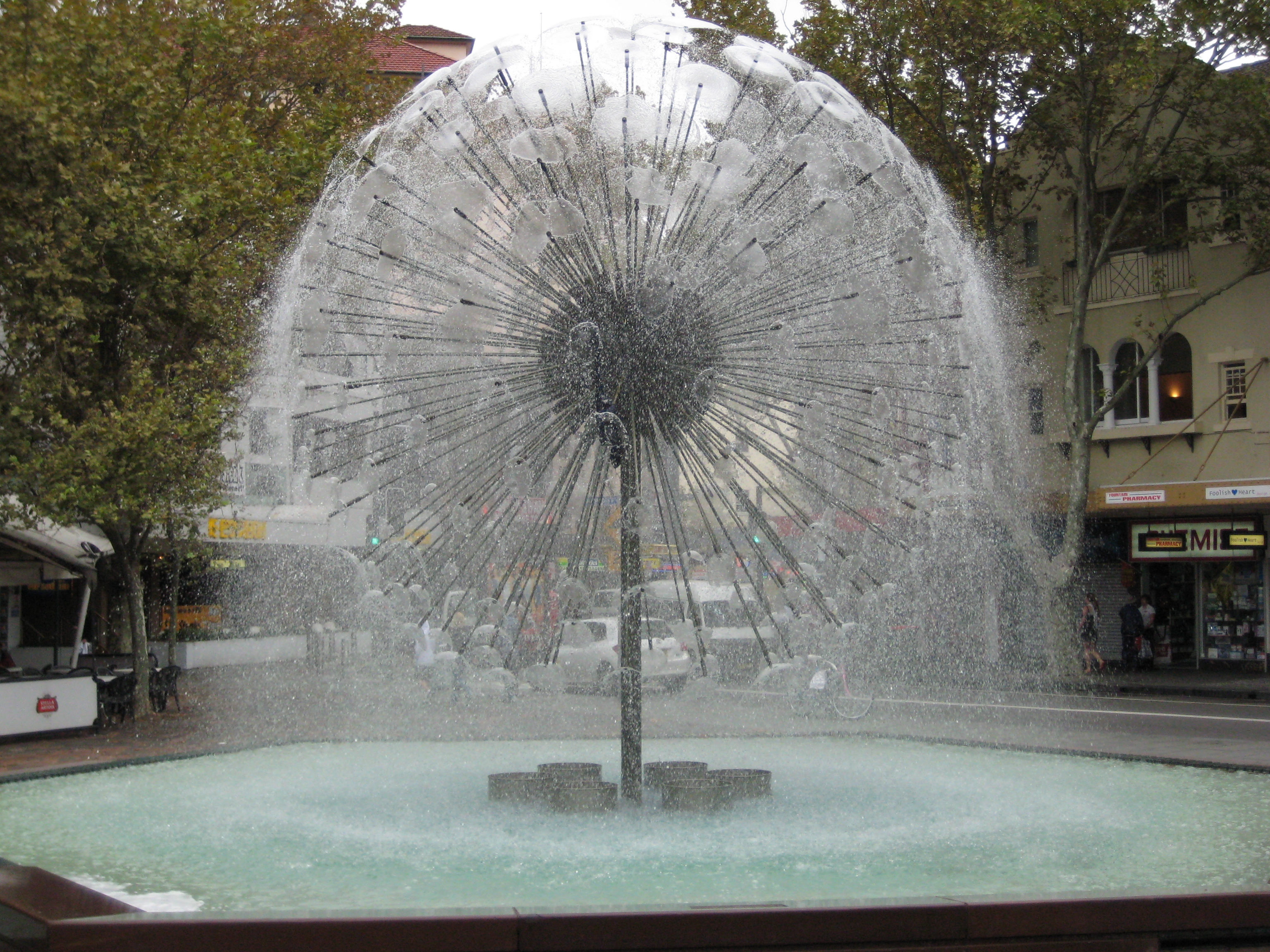
El Alamein Fountain

## Punti di interesse
- La El Alamein Fountain è situata all'entrata dei Fitzroy Gardens, all'angolo tra Darlingurst Road e Macleay Street. È un monumento alla memoria dei soldati morti nel 1942, durante la Seconda guerra mondiale, nelle due battaglie di El Alamein, Egitto. È stata disegnata nel 1961 dall'architetto neozelandese Robert Woodward.